# 1460 az irodalomban
Az 1460. év az irodalomban.

## Születések
- 1460 – John Skelton angol költő († 1529)
- 1460 körül – William Dunbar skót költő († 1520 körül)
- 1460 körül – Johannes Frobenius bázeli kiadó és nyomdász, a Frobenius-nyomda megalapítója († 1527 körül)

## Halálozások
- december 4. – Guarino Veronese itáliai humanista filológus, költő, műfordító (* 1374)
- 1460 – Fernán Pérez de Guzmán spanyol költő, történetíró, a spanyol reneszánsz egyik előfutára (* 1377 vagy 1379)